# Peperomia cocleana
Peperomia cocleana är en pepparväxtart som beskrevs av William Trelease. Peperomia cocleana ingår i släktet peperomior, och familjen pepparväxter. Inga underarter finns listade i Catalogue of Life.